# Нидерельберт
Нидерельберт (нем. Niederelbert) — община в Германии, в земле Рейнланд-Пфальц. 
Входит в состав района Вестервальд. Подчиняется управлению Монтабаур.  Население составляет 1597 человек (на 31 декабря 2010 года). Занимает площадь 10,26 км².